# Гаврилов, Виктор Васильевич
Ви́ктор Васи́льевич Гаври́лов (6 октября 1930, Астрахань, СССР — 25 июня 2019, Москва) — советский геолог и геофизик, исследователь рудных месторождений, первооткрыватель месторождения урана в Болгарии, председатель территориального комитета профсоюза рабочих геологоразведочных работ центральных районов РСФСР (1967—1971), секретарь ЦК профсоюза рабочих геологоразведочных работ (1972—1989), заместитель председателя ЦК профсоюза геологов, геофизиков и картографов при ВЦСПС (1989—1990), член президиума научно-технического горного общества.

## Биография
Родился 6 октября 1930 года в Астрахани, в том же году его родители переехали в Уфу (Башкирия).
В 1951 году после окончания Уфимского геологоразведочного техникума направлен на работу в советско-болгарское горное общество в Народную республику Болгарию. Работал в должностях техника, инженера-геофизика, начальника геологической партии, успешно выполняя возложенные на него задачи по поиску минерального сырья для оборонной промышленности страны. Активно участвовал в создании металлогенической карты Болгарии, непосредственно занимался геологической съёмкой районов республики; является первооткрывателем месторождения урана (1953), которое было переведено в промышленное освоение. За эти работы награждён орденом «Знак Почёта».
В 1962 году окончил Московский геологоразведочный институт им. С. Орджоникидзе по специальности горный инженер-геофизик. В период учёбы в Московском геологоразведочном институте (ныне Российский государственный геологоразведочный университет имени Серго Орджоникидзе) работал в научно-исследовательском секторе кафедры полевой электроразведки, принимал активное участие в отработке методики и внедрении техники по проведению электроразведки месторождений, а также в разработке аппаратуры радиоволнового просвечивания (шахтный вариант), который был успешно применён на полиметаллическом месторождении Забайкалья (Читинская обл., Нерчинский рудник). Впоследствии, в 60-е годы этот метод и аппаратура нашли широкое распространение для поиска слепых рудных тел, не только в нашей стране, но и за рубежом.
По окончании Московского геологоразведочного института вновь был направлен на полевые работы начальником каротажного отряда, а затем старшим геофизиком геологической съёмочной экспедиции, осуществлявшей работы по разведке Курской магнитной аномалии (КМА). Имея достаточный полевой опыт промысловой каротажной службы, успешно внедрял геофизические методы для подсчёта запасов полезных ископаемых при бескерновом бурении скважин на железорудном месторождении КМА, а также в угольном Подмосковном бассейне. (В этот период избирался секретарём партбюро геологической экспедиции и, неоднократно, членом партбюро.)

### Профсоюзная деятельность
Общественной работой стал заниматься, ещё будучи студентом техникума, на первом курсе избран профгруппоргом.
В 1967 году избран председателем Территориального комитета профсоюза рабочих геологоразведочных работ Центральных районов РСФСР.
В 1971 году начинает работу в аппарате Центрального комитета профсоюза рабочих геологоразведочных работ в должности заведующего отделом производственной работы и заработной платы. Руководит деятельностью отраслевых профсоюзных организаций, расположенных в 23 областях и 7 автономных республиках РСФСР.
В феврале 1972 года на 14 съезде профсоюза рабочих геологоразведочных работ был избран секретарём ЦК профсоюза и проработал в этой должности до мая 1989 года.
За время работы на этом посту под непосредственным руководством Виктора Гаврилова разработана и реализована комплексная целевая программа «Здоровье», благодаря которой отмечено снижение производственного травматизма на 20 % и заболеваемости трудящихся на 12 %. Проводил мероприятия, направленные на укрепление связей с родственными профсоюзами других стран: Болгарии, Чехии, Югославии, Вьетнама, Польши, ГДР. В 1989 году избран на должность зам. председателя ЦК профсоюза геологов, геофизиков и картографов.

### Семья
Был женат с 1954 по 2017 год. С женой, Ниной Александровной, прожили более шестидесяти лет. Имеет дочь, двоих внуков и четверых правнуков.

### Увлечения, спорт
Виктор Васильевич хорошо играл в шахматы. Впервые игру показал отец, и многие часы они провели за доской, обдумывая различные позиции и комбинации. На юниорской республиканской олимпиаде Башкирской АССР занял второе место.
Будучи учащимся техникума, активно занимался лёгкой атлетикой в спортивном обществе «Буревестник». Победа в соревновании по бегу на 1000 м и другие успехи позволили ему отобраться на спартакиаду народов РСФСР (Иваново, 1951 г.). Играл в волейбол за честь института. Получил золотой значок ГТО.

## Награды
- Орден «Знак почёта» (1956)
- Медаль «За доблестный труд» (1970)
- Медаль «За заслуги в разведке недр» (1986)
- Медаль «Ветеран труда» (1987)
- Медаль народной республики Болгарии «За скоростную проходку штрека» (1952)
- Медаль народной республики Болгарии (1976)
- Медаль польской народной республики (1987)
- Серебряная медаль ВДНХ СССР «За достигнутые успехи в развитии народного хозяйства СССР» (1987)
- Отличник разведки недр (1967)
- Отличник разведки недр (1980)
- Отличник геодезии и картографии (1980)
- Почётный геологоразведчик СССР (1987)
- Почётный геодезист СССР (1990)
- Знак ВЦСПС «За активную работу в профсоюзах» (1984)
- Юбилейный знак «300 лет горно-геологической службе России» (2000)
- Юбилейная медаль «100 лет профсоюзам России» (2004)